# Sandra Baart
Sandra Baart (15 juni 1976) is een voormalig Nederlands softballer.
Baart was een rechtshandige werper en kwam uit voor de vereniging de Sparks uit Haarlem waarmee ze in 2004, 2005 en 2006 de landstitel behaalde en in 2006 zilver mee won tijdens de Europacup 1 te Bollate in Italië. Baart speelde ook voor het Oosterhoutse Twins. Ze was tevens lid van het Nederlands damessoftbalteam waarmee ze in 2002 deelnam aan de Wereldkampioenschappen in Canada. In 2006 stopte ze met topsport vanwege een blessure